# Урусов, Дмитрий Дмитриевич
Князь Дми́трий Дми́триевич Уру́сов (1873 — 1935) — русский общественный деятель и политик, член IV Государственной думы от Ярославской губернии. Товарищ председателя IV Думы. Младший брат князя С. Д. Урусова.

## Биография
Родился 17 (29) ноября 1873 года. Происходил из ярославской ветви Урусовых, владевшей селом Спасским (усадебный дом начала XIX века снесён в 2011 году). Сын отставного гвардейского полковника князя Дмитрия Семёновича Урусова и Варвары Силовны Баташовой (ум. 1905).
В 1896 году окончил юридический факультет Московского университета и поступил на службу кандидатом на судебные должности при Московской судебной палате. Служил товарищем прокурора при Новгородском и Московском окружных судах, судебным следователем по особо важным делам.
В 1906 году вышел в отставку и поселился в своем имении; в Ярославском уезде владел 350 десятинами. Ему также принадлежал дом в Ярославле. В 1910 году был избран гласным Ярославского уездного земства и председателем Ярославской уездной земской управы.
В 1912 году был избран членом Государственной думы от Ярославской губернии. Входил во фракцию прогрессистов, был избран товарищем председателя Думы. Состоял членом комиссий: по исполнению государственной росписи доходов и расходов, по Наказу, по судебным реформам.
В конце апреля 1913 попросил председателя ГД Родзянко предоставить ему отпуск в связи с предстоявшим в конце мая посещением Ярославля царской семьей. Родзянко попросил Дмитрия Дмитриевича приехать в Думу к 27 мая. 24 мая князь Урусов послал телеграмму о сложении депутатских полномочий. На его место был избран К. К. Черносвитов.
После Октябрьской революции остался в Советской России. В 1930 году был репрессирован, сослан в Сибирь. Умер в 1935 году от гангрены, отморозив ноги.
Был женат на Анне Устиновне Белевич, владевшей 1312 десятинами земли.